# Bernard Markey
Bernard Markey (* 7. November 1935 im County Louth, Irland; † 23. Juli 2003 in Ardee, County Louth) war ein irischer Politiker der Fine Gael. Von 1973 bis 1981 war er Mitglied des Seanad Éireann und von Juni 1981 bis November 1982 Teachta Dála (Abgeordneter) im Dáil Éireann.

## Biografie
Markey war seit 1967 Mitglied im Louth County Council. Er versuchte zunächst, bei den Wahlen zum Dáil Éireann 1969 und 1973 im Wahlkreis Monaghan in den Dáil einzuziehen. 1973 wurde er über die Arbeitsliste in den Seanad Éireann gewählt. Diesen Sitz konnte er bis 1981 halten. Bei den Wahlen zum Dáil Éireann 1977 trat er im  Wahlkreis Louth an und verfehlte die erforderliche Stimmenzahl. Er konnte aber bei den Wahlen 1981 genügend Stimmen erreichen, um in den Dáil Éireann einzuziehen. Bei den Wahlen im Februar 1982 konnte er den Sitz verteidigen. Die nachfolgenden Wahlen im November 1982 ging der Sitz aber wieder verloren. Einige Zeit später trat er aus der Fine Gael aus. Er kandidierte dann noch einmal als unabhängiger Bewerber bei den Wahlen 1989, erreichte jedoch zu wenige Stimmen.
Bis 1999 blieb er kommunalpolitisch aktiv im Louth County Council. Nach dem Ausscheiden aus der Politik machte er sich mit dem Vertrieb von Parfums selbstständig. Nach ihm ist ein Park in Ardee benannt.
Mit seiner Frau Anne hatte er eine Tochter.